# NGC 808
NGC 808 (другие обозначения — ESO 478-1, MCG-4-6-3, AM 0201-233, IRAS02015-2333, PGC 7865) — галактика в созвездии Кит.
Этот объект входит в число перечисленных в оригинальной редакции «Нового общего каталога».
В галактике взорвалась сверхновая SN 2004ds.